# John Kufuor
John Kofi Agyekum Kufuor (Kumasi, 8 dicembre 1938) è un politico ghanese, presidente del Ghana dal 2001 al 2009, l'undicesimo dalla dichiarazione di indipendenza.

## Carriera
È divenuto presidente il 7 gennaio 2001, come leader del New Patriotic Party. L'elezione di Kufuor ha rappresentato il primo passaggio di potere avvenuto in modo completamente pacifico nella storia del Ghana. Al primo turno delle elezioni ha ottenuto il 48,4% dei voti, contro il 44,8% di John Atta-Mills. Al ballottaggio, ha ottenuto il 56,9% dei voti. Il 7 dicembre 2004 è stato rieletto, con il 52,45% dei voti al primo turno. Gli è succeduto, nuovamente con elezioni pacifiche, John Atta-Millis, del National Democratic Congress.
Kufuor appartiene all'etnia Ashanti, ed è cattolico. Appartiene al New Patriotic Party; precedentemente è stato fondatore del Progress Party (1969) e del Popular Front Party (1979). Durante i colpi di stato che rovesciarono la Seconda e la Terza Repubblica fu arrestato e imprigionato.
Durante il governo di Kufuor il Ghana ha conosciuto una fortissima crescita economica, triplicando il proprio PIL dal 2000 al 2008 e superando il PIL pro capite di tutti gli altri paesi dell'area.